# إلنا بيكر
إلنا بيكر (بالإنجليزية: Elna Baker)‏ هي كاتِبة أمريكية، ولدت في 1982 في تاكوما في الولايات المتحدة.

## وصلات خارجية
- الموقع الرسمي